# سيرجيو ريزيند
سيرجيو ريزيند (بالبرتغالية: Sérgio Rezende‏) هو مخرج برازيلي، ولد في 9 أبريل 1951 في ريو دي جانيرو في البرازيل.

## وصلات خارجية
- سيرجيو ريزيند على موقع IMDb (الإنجليزية)
- سيرجيو ريزيند على موقع ألو سيني (الفرنسية)
- سيرجيو ريزيند على موقع أول موفي (الإنجليزية)
- سيرجيو ريزيند على موقع قاعدة بيانات الأفلام السويدية (السويدية)
- سيرجيو ريزيند على موقع قاعدة بيانات الفيلم (الإنجليزية)
- سيرجيو ريزيند على موقع كينوبويسك (الروسية)